# Wałentyna Kowpan
Wałentyna Iwaniwna Kowpan (ukr. Валентина Іванівна Ковпан, ur. 28 lutego 1950 we wsi Petroostriw, zaginęła 12 maja 2006 we Lwowie) – ukraińska łuczniczka sportowa. W barwach ZSRR srebrna medalistka olimpijska z Montrealu.
Startowała w konkurencji łuków klasycznych. Zawody w 1976 były jej jedynymi igrzyskami olimpijskimi. Po srebro sięgnęła w rywalizacji indywidualnej. Na mistrzostwach świata w latach 1973 i 1975 zdobyła dwa srebrne medale indywidualnie i dwa złote w drużynie. Na mistrzostwach Europy w 1976 była druga indywidualnie i pierwsza w drużynie, w 1978 zwyciężyła w obu konkurencjach.
Zaginęła 12 maja 2006 we Lwowie.